# Воронченки
Воронченки (пол. Woronczenko) — дворянский род.
Яско (Яков) Воронченко, полковник Прилуцкий (1652—1657).

## Описание герба
В голубом поле стрела и меч опрокинутые в андреевский крест.
Щит увенчан дворянскими шлемом и короной. Намёт голубой, подбитый серебром.